# モブ・ディープ
モブ・ディープ（Mobb Deep）はアメリカ合衆国ニューヨークのヒップホップデュオ。1991年からプロディジーとハヴォックの2人で活動をはじめ、2017年にプロディジーが死去したことにより活動を終了した。低くドープな音が特徴である。

## 来歴
ニューヨークのクイーンズ出身のKejuan Muchita（Havoc）とAlbert Johnson （Prodigy）によるヒップホップデュオ。共にジュース・クルーを率いるマーリー・マールやナズらイーストコーストを代表するラッパーが多く住んでいたクイーンズブリッジ団地の出身である。
1991年、所有していたレコードジャケットの裏面に記されたレコード会社の住所を調べまくり、手当たり次第に制作したデモテープとラジカセを持ってアポなしで会社に訪れるという行為を行う。その過程でア・トライブ・コールド・クエストのQティップの目に留まったことが転機となりプロデビューの道筋がつくこととなった。

## メンバー
- プロディジー（Prodigy）- 2017年6月20日死去
- ハヴォック（Havoc）

## ディスコグラフィー
- 1993: Juvenile Hell
- 1995: The Infamous
- 1996: Hell On Earth
- 1999: Murda Muzik
- 2001: Infamy
- 2004: Amerikaz Nightmare
- 2006: Blood Money
- 2009 The Safe Is Cracked
- 2014 The Infamous Mobb Deep